# Bodil Hauschildtová
Bodil Hauschildtová (9. října 1861 Ribe – 24. prosince 1951 Ribe) byla raná dánská fotografka, která od roku 1880 provozovala vlastní studio v Ribe. Kromě svých portrétů se do paměti zapsala mnoha fotografiemi města a jeho okolí.

## Životopis
Hauschildtová se narodila 9. října 1861 v Ribe jako dcera místního obchodníka s potravinami Jesse Mølera Hauschildta, který zemřel, když mu bylo pouhých 29 let. Poté strávila dětství se svou matkou Karen (rozené Rasmussen) a svými dvěma sestrami v Dronning Louises Børneasyl, v domově pro ovdovělé matky na Puggaardsgade. Po dokončení školní docházky ve škole slečny Guldbergové v Ribe pracovala jako au pair, nejprve na faře ve Fårup poblíž Randers, poté s rodinou v Koldingu.

## Kariéra
Hauschildtová se vždy zajímala o kresbu a malbu a vyučila se ve městě Ribe u fotografky Mathildy Bruunové, která ji uvedla do podnikání. Učil ji také Sophus Juncker-Jensen (1859–1940), který si po studiu fotografie v Paříži v roce 1888 otevřel ateliér v Kodani. V roce 1890 získala Hauschildtová Bruunovo studio na Alléen ved Kirkegaarden, ale kolem roku 1896 se přestěhovala do větších prostor na Dagmarsgade. V roce 1904, když byl dánský král Kristián IX. v Ribe na inauguraci zrekonstruované katedrály, byla Bodil Hauschildtová jmenována dvorní fotografkou. Její fotografie královské rodiny a obnovené katedrály byly zveřejněny v Illustreret Tidende. Kolem roku 1908 se přestěhovala do Aarhusu, kde si otevřela studio na Sct Clemenstorv. Během tohoto období odcestovala do Říma, kde se setkala se dvěma místními fotografy. Po návratu do Dánska trávila více času v Aarhusu, ale v roce 1920 znovu zahájila své podnikání v Ribe. Silně ovlivněna pobytem v Římě zařídila svůj ateliér v italském stylu, do exteriéru přidala sloupy, cimbuří a pálené obklady.
Kromě svých profesionálních portrétů Hauschildtová fotografovala nebo malovala scény v Ribe a okolí, často spolupracovala s místním malířem Stephanem Ussingem (1868–1958). Její fotografie lze rozpoznat podle jejího nezaměnitelného stylu, často využívajícího nekonvenční úhly a experimentální osvětlení. Nafotila vše, co bylo zajímavé v Ribe, a nechala po sobě asi 2000 snímků. Kolem roku 1922 najala svou přítelkyni Annu Bøysenovou, která v roce 1939 převzala vedení studia. Hauschildtová nicméně dohlížela na obchod až do své smrti na Štědrý den roku 1951.

## Galerie

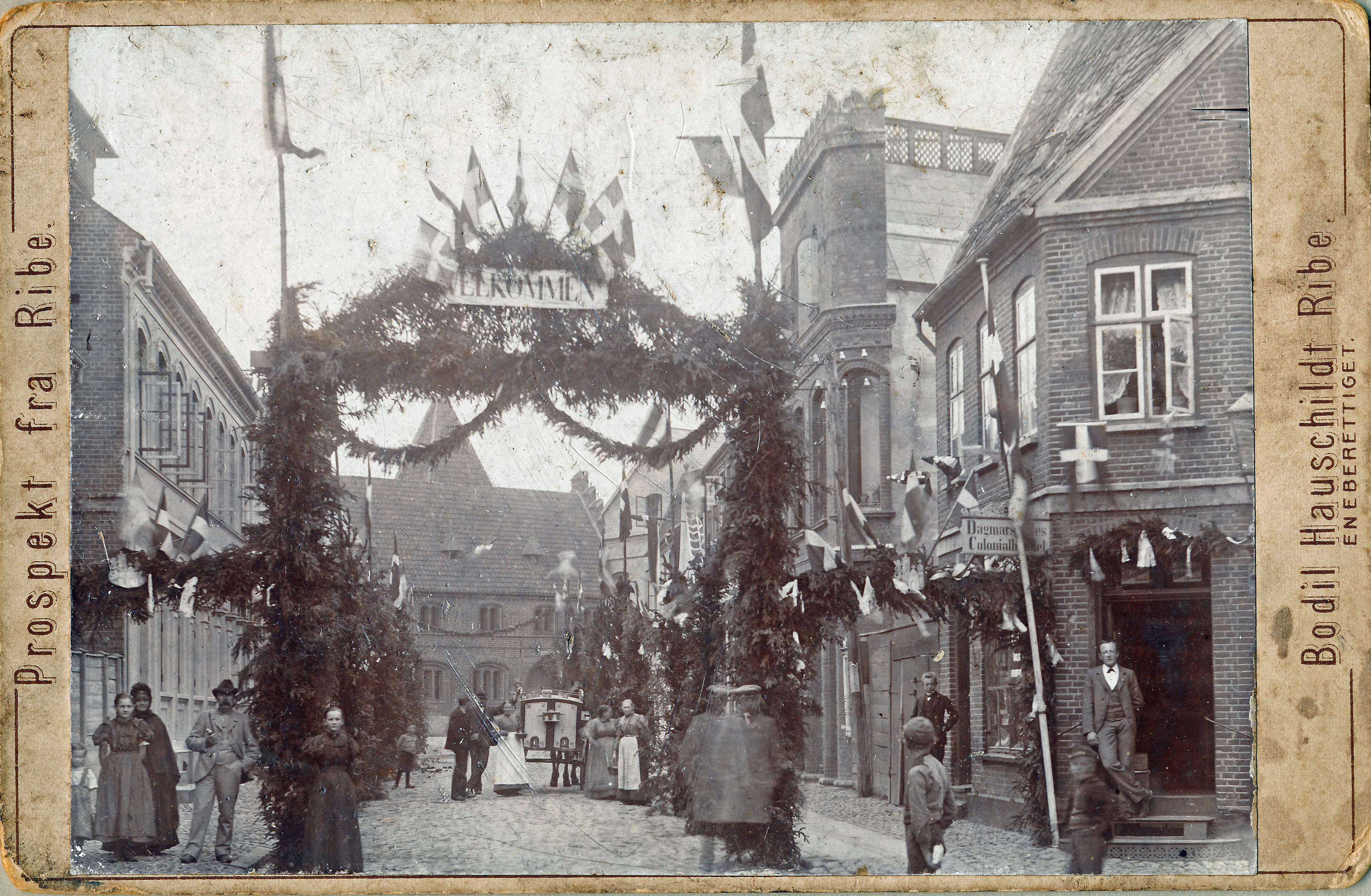
Dagmarsgade - ukendt begivenhed
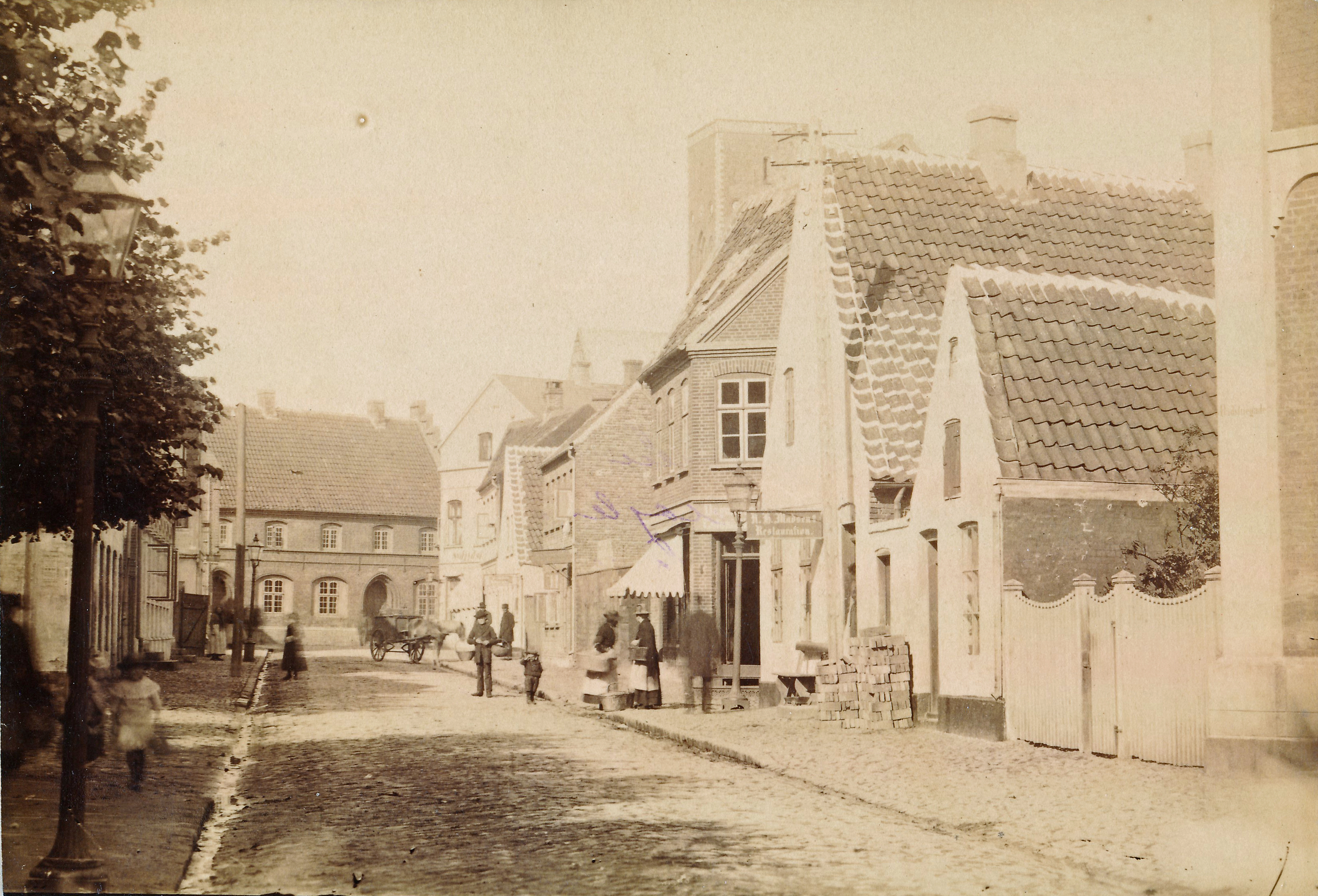
Dagmarsgade, 1896
Grydergade og renovering af Borgertårnet, Ribe, asi 1895
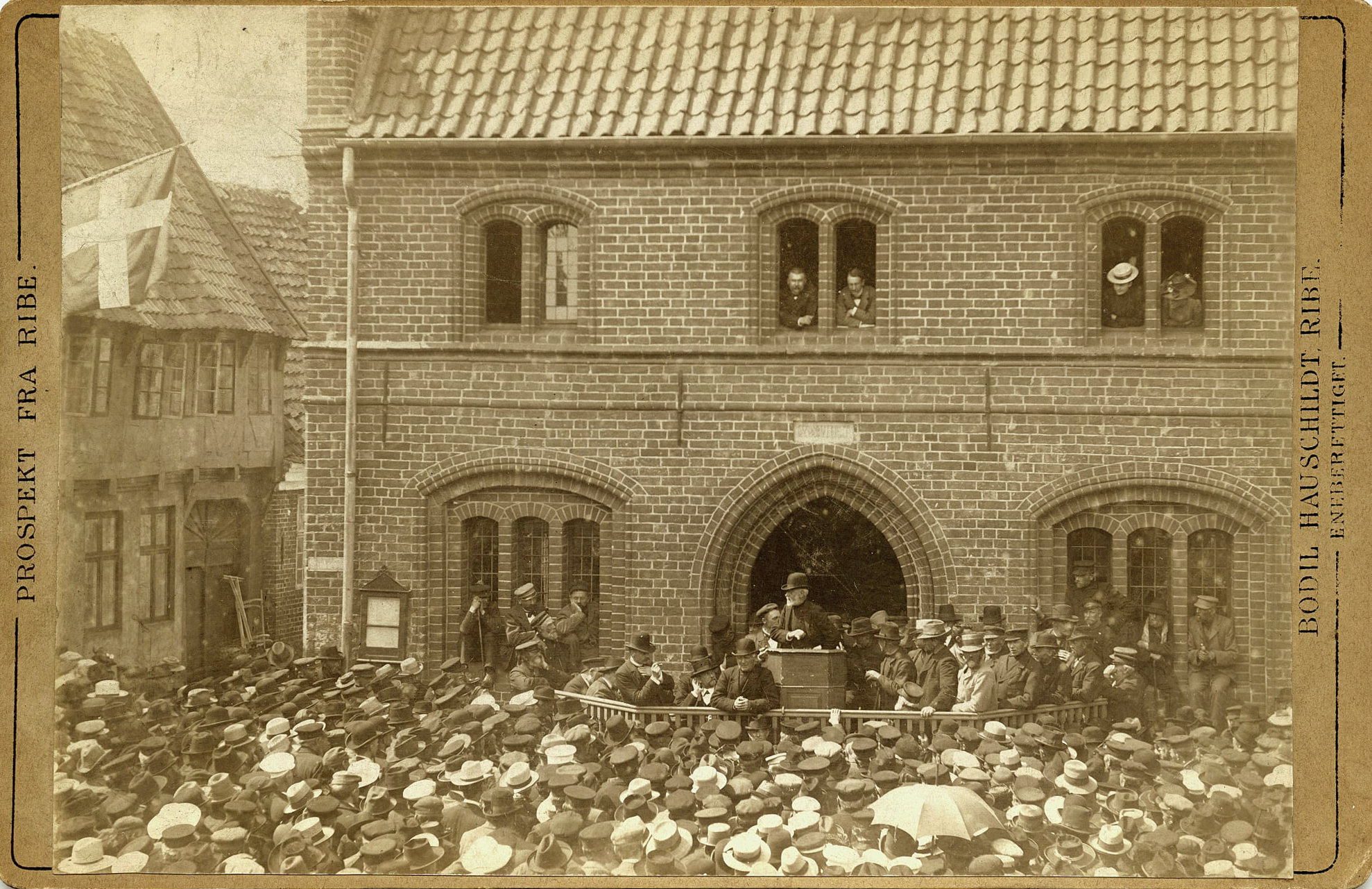
Jens Busk holder valgtale foran Det Gamle Rådhus i Ribe, 1903
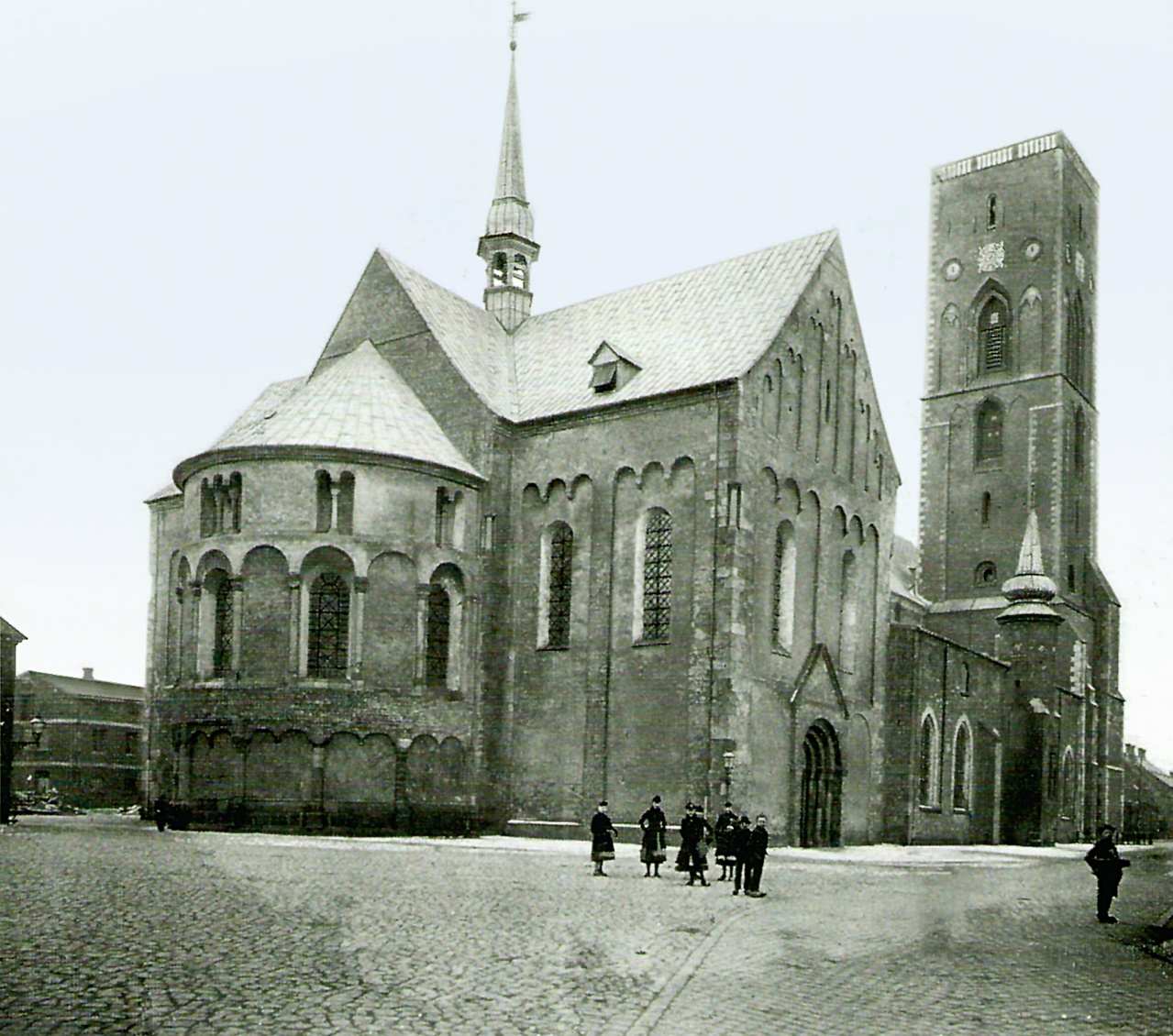
Ribe Domkirke 1892
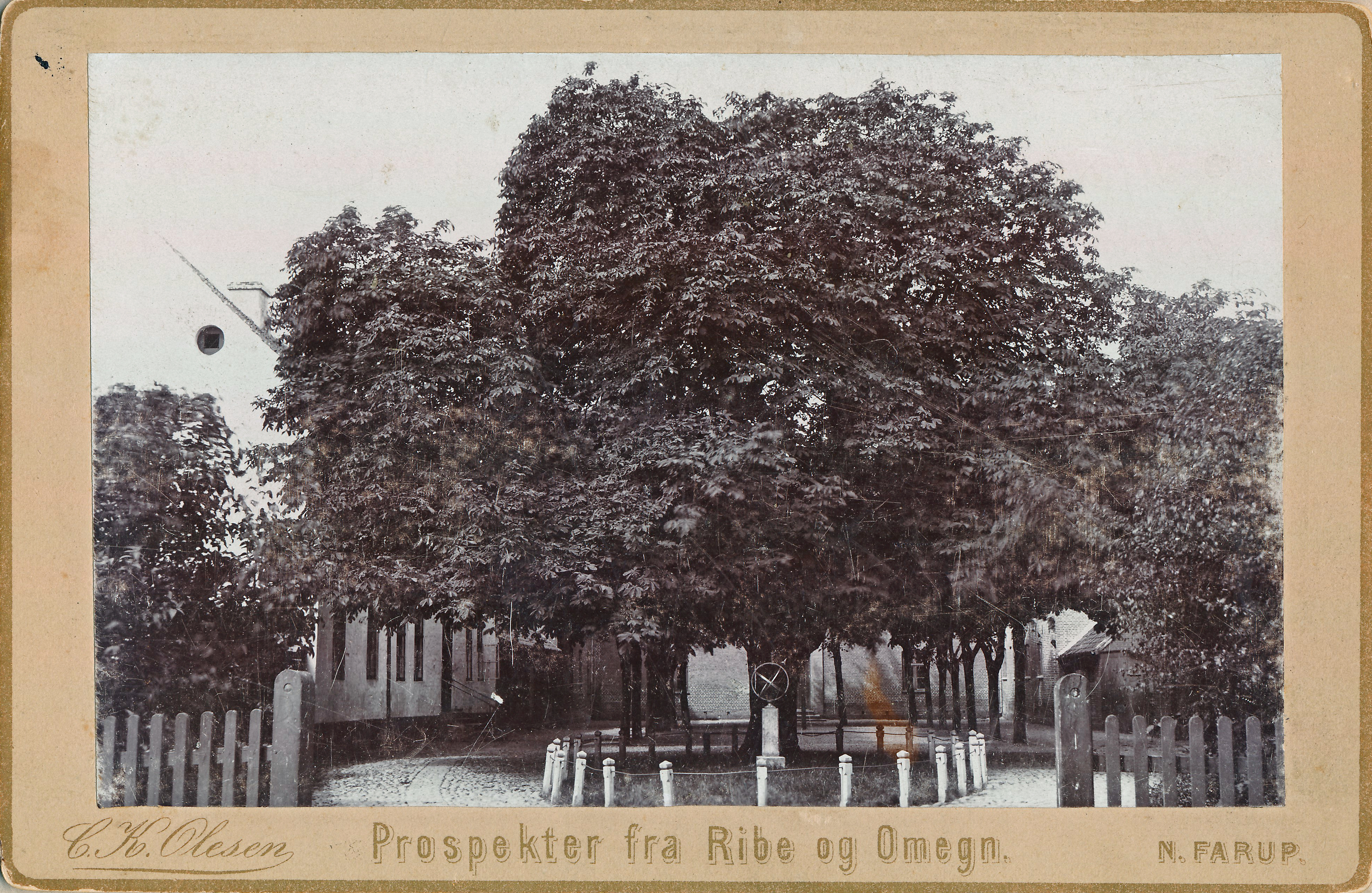
Ribe Katedralskole, skolegården, 1893
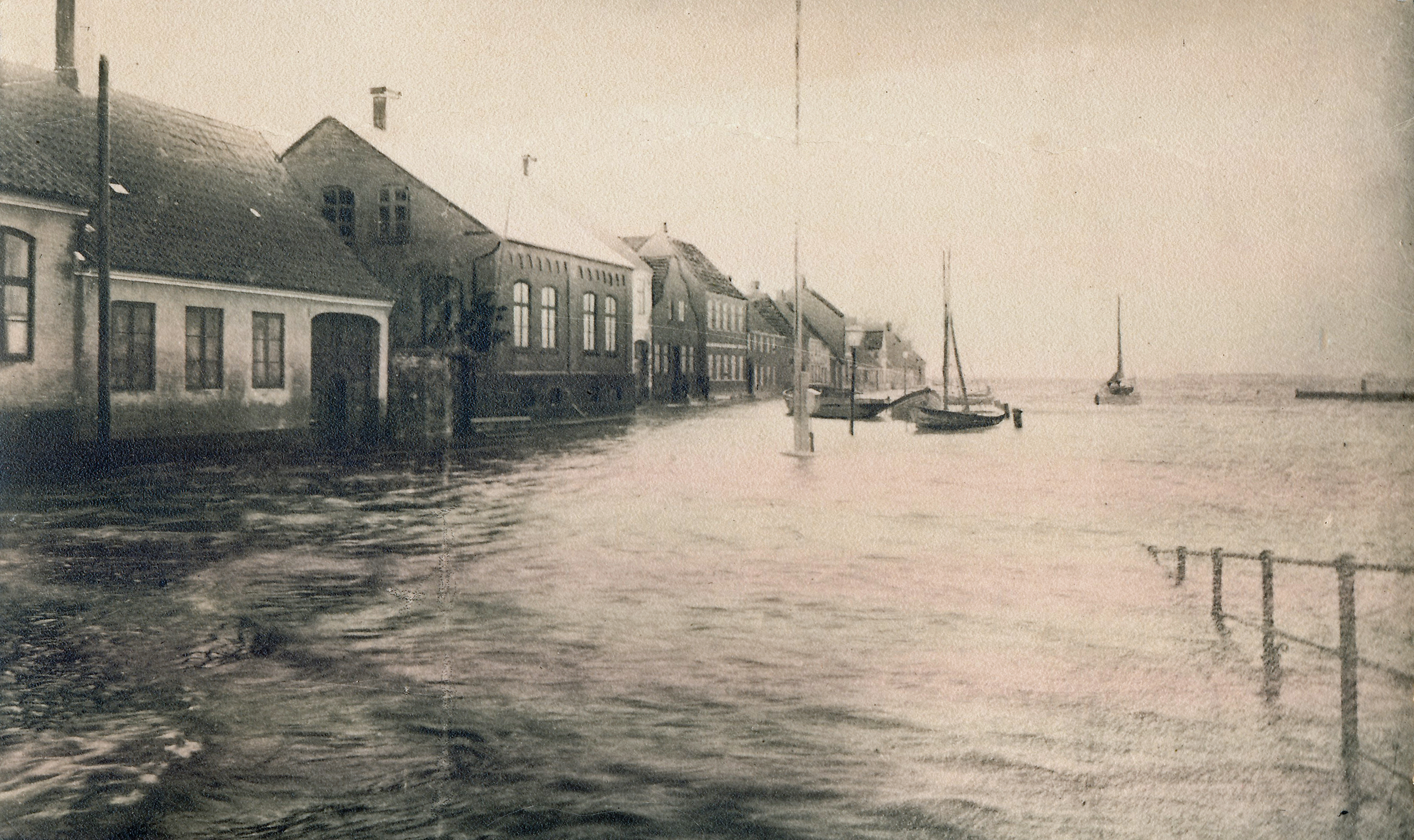
Stormflod Skibbroen Ribe, 1911
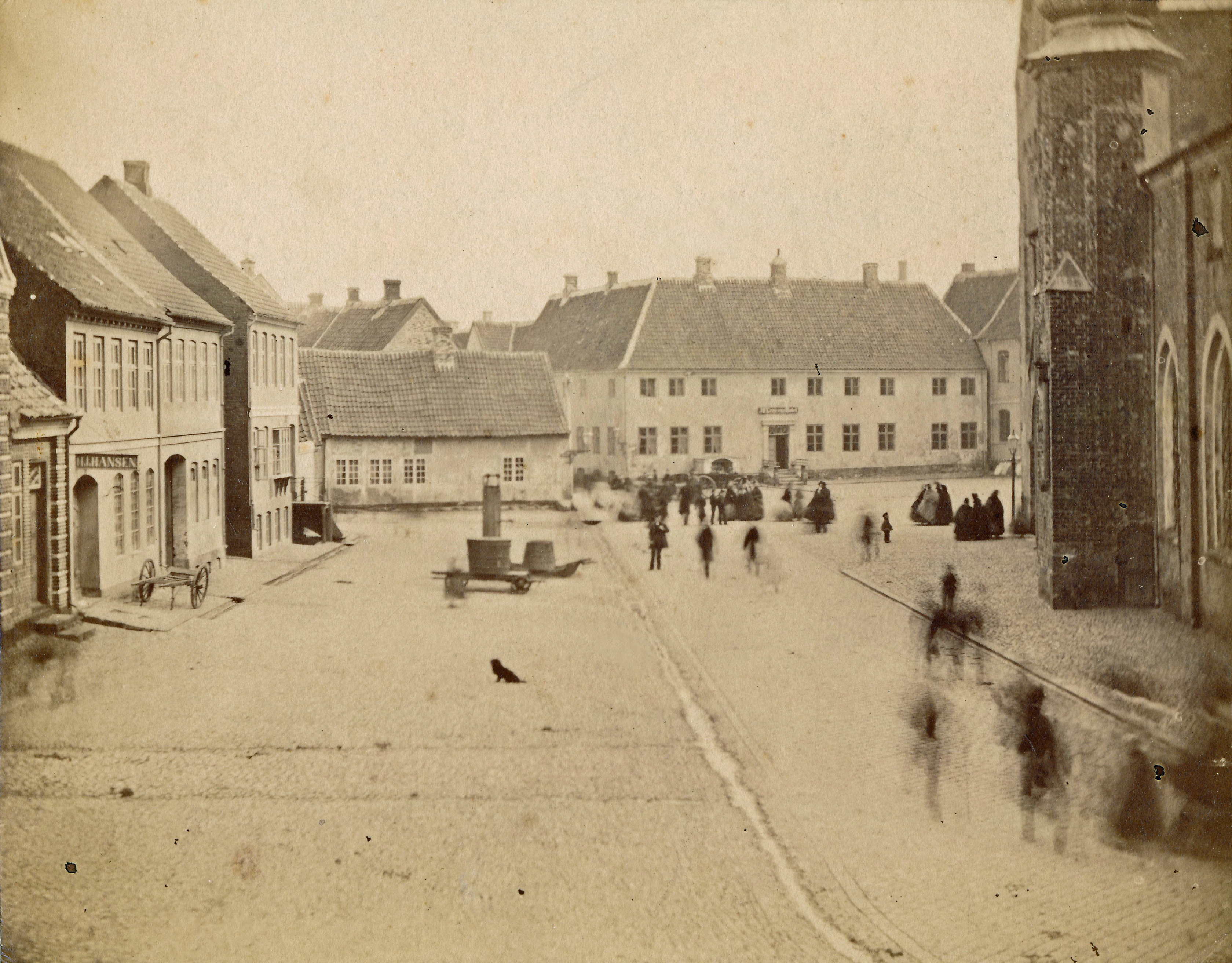
Torvet set mod øst omkring 1890
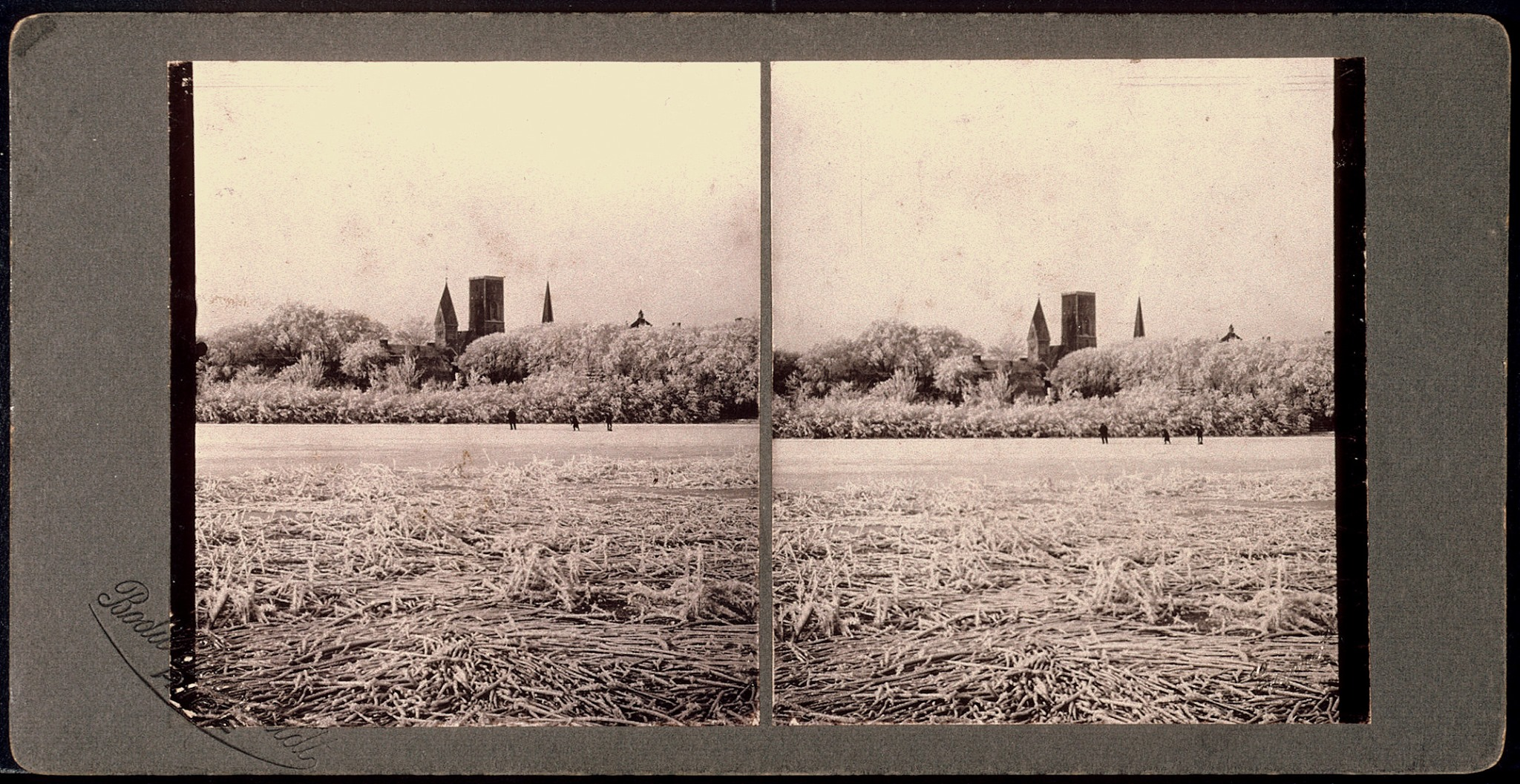
Vinterlandskab ved Ribe Å og Ribe Domkirke i baggrunden
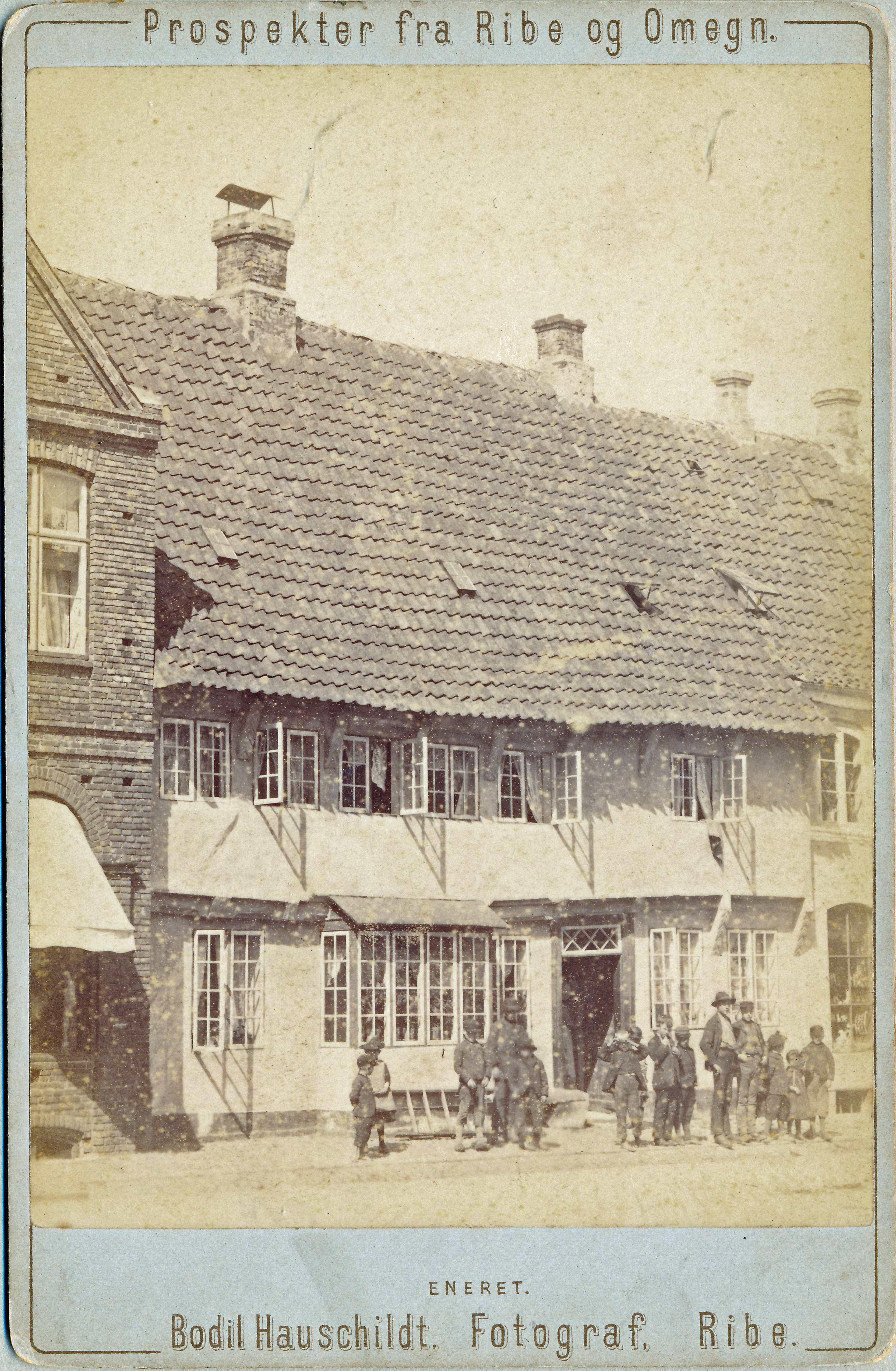
Weis Stue, Tovet 2, 1890